# 清水一哉
清水 一哉（しみず かずや、1967年7月14日 - ）は、岡山県出身の俳優。本名、清水 一彦（しみず かずひこ）。身長182cm、血液型はA型。
倉田プロモーションを経て、その後2017年3月からフリーになる。
空手、柔道、キックボクシングなどを得意とする他、殺陣にも長け、それらの特技を生かして主にアクション映画、ドラマなどで活躍中。

## 主な出演作品

### ドラマ
- あきれた刑事（1987年）- 不良学生
- もっとあぶない刑事（1988年）
- 特救指令ソルブレイン（1991年）- 佐野の手下
- 特捜エクシードラフト（1992年）
- フジヤマのトビウオ 古橋広之進物語（1992年）- 浜口喜博
- 新・木曜の怪談 サイボーグ（1996年）- テロリスト
- ウルトラマンダイナ（1997年 - 1998年）- ウルトラマンダイナ[1]、第31話・ニセウルトラマンダイナ[1]（以上スーツアクター）、第42話・宇宙海賊
- ウルトラマンガイア（1998年 - 1999年）- ウルトラマンガイア、ニセウルトラマンガイア、ウルトラマンアグル、幻影ウルトラマンアグル（以上スーツアクター）、らくだ便の清水
- 俺たちルーキーコップ（1992年）
- 真・女神転生デビルサマナー（1998年）- 邪教集団員
- チープ・ラブ（1999年）- 風俗店の用心棒
- 悪いオンナ・シリーズ 誘惑を売る女（1999年）
- YASHA-夜叉-（2000年）- 凛の手下
- ケータイ刑事 銭形愛（2002年）- 第26話・殺し屋
- ドゥニチラヴ（2003年）- キャットファイト店長
- サラリーマン金太郎4（2004年）- 中国武術師
- 陽はいつか昇る（2004年）- 第4話・吉川
- 占い師 天尽（2007年）- 第2話・金子
- 敵は本能寺にあり（2007年）- 林隼人
- 屋台弁護士3（2009年） - 竹村勝次
- 福家警部補の挨拶 - オッカムの剃刀 -（2009年）- リッジの店長
- 本格科学冒険映画 20世紀少年～もう一つの第二章～  - (2009年) - ギャンブラー
- 妻は、くノ一 ～最終章～  (2014年)  -  チンピラ
- 保育探偵25時  (2015年)
- エンジェル・ハート  (2015年)  -  レギオンメンバー
- 怪盗 山猫  (2016年)  -  ウロボロスメンバー
- ラストコップ  (2016年)  -  武装集団メンバー
- 視覚探偵 日暮旅人  (2017年)  -  チンピラ1
- 世にも奇妙な物語 春の特別編 - カメレオン俳優 - (2017年)  -  強面の男
- 再捜査刑事・片岡悠介11  (2018年)  -  男
- タリオ 復讐代行の2人 第2話（2020年10月16日） - 教祖の側近

### その他のテレビ番組
- とんねるずのみなさんのおかげです「仮面ノリダー」（1988年 - 1994年）- ジョッカー戦闘員
- SMAP×SMAP （1996年）ジャッキー・チェン ゲスト回 ファイナルプロジェクトのプロモーションによるアクション
- 邦ちゃんのやまだかつてないテレビ（1989年 - 1992年）- しっぺマン
- 世界の果てまでイッテQ!  (2014年) - 内村肉体改造計画 50歳でバック転 in 板橋、香港

### 映画
- ファイナルファイト 最後の一撃 Blood Fight (1989年)
- 眠らない街 新宿鮫（1993年）
- 1・2の三四郎（1995年）
- 嗚呼!!花の応援団（1996年）
- 黒の天使 Vol.1（1997年）- ヤクザ
- ラストブロンクス -東京番外地-（1997年）- 闇試合ファイター
- ジュブナイル（2000年）
- 血を吸う宇宙（2001年）- 看守
- リターナー（2002年）- 村上
- あずみ（2003年）- 佐敷二斎
- ULTRAMAN（2004年）- 矢代
- キューティーハニー（2004年）- パンサークロー
- デビルマン（2004年）- 特別捜査隊員
- 花と蛇（2004年）- ストーカー
- 阿修羅城の瞳（2005年）- 吽餓羅
- Jam Films S スーツ -suit-（2005年）- エージェント
- カタナーマン（2006年）- イヨマンテ共和国軍ルチャ行動隊長
- スケバン刑事 コードネーム=麻宮サキ（2006年）- 王（エノラゲイ・メンバー）
- 日本以外全部沈没（2006年）- GAT隊員
- 最終兵器彼女（2006年）- 自衛隊員
- 花田少年史 幽霊と秘密のトンネル（2006年）
- 牙狼〈GARO〉-GOLDSTORM- 翔（2015年）- ムラド
- アイアンガール ULTIMATE WEAPON  (2015年)
- THE LAST COP/ラストコップ THE MOVIE (2017年)
- 殺る女  (2018年)  -  殺し屋
- HE-LOW（2018年、友情出演）
- HONEY SCOOPER《EPISODE:04》ASSASSIN MASTER -龍帝外伝-（2019年、市原剛監督） - 在日中国系黒社会「九頭龍」暗殺部隊隊長・曹猛武 役（友情出演）

#### 海外作品
- 極道追踪（1991年）- スタント
- Jackie Chan: My Stunts（1998年）- スタント
- 東京攻略（2000年）- ヤクザ
- ラスト サムライ（2004年）- 侍役

### オリジナルビデオ/DVD
- きんぴら（1991年）
- 静かなるドン（1991年 - 1992年）- 第1巻、第3巻に出演
- はいすくーる仁義（1992年 - 1994年）- 全3巻、および外伝に出演
- 今日から俺は!!（1993年）
- ウルトラマンダイナ 帰ってきたハネジロー（2001年）- ウルトラマンダイナ（スーツアクター）、らくだ便
- ウルトラマンガイア ガイアよ再び（2001年）- ウルトラマンアグル（スーツアクター）、らくだ便の清水
- 九州マフィア外伝（2001年）- 殺し屋ホウ
- 時空警察ヴェッカー（2001年）- 加藤段蔵変身体、カイ・ミツヤ、時空覇王ギルガ
- 実録・名古屋やくざ戦争 統一への道（2003年）- 殺し屋、第2巻から完結編まで出演
- No Regret 倖田來未 PV（2006年）アクションシーン
- バトルハッスル  (2009年)  -  棟梁役
- ROGUE（2018年） - 飯原行信 役

### 舞台
- Kill 〜新撰組がキルっ!?〜  (2016年)
- 僕らはZOOっと生きている。 (2018年)
- 礎の響〜SEKIGAHARA〜（2025年公演予定）[2]

### CM
- シック・プロテクター（1994年）
- 日清らうめん（1991年）

### 書籍
- ジャッキー・チェン 成龍讃歌  (2017年)  辰巳出版 - インタビュー記事掲載 -

## アクション監督/コーディネート作品
- リターナー（2002年）アクション監督助手
- 超速戦士G-FIVE 第2 - 8話（2007年 群馬テレビ）アクション監督
- SS501 THE MISSION #11  (2007年 Mnet）アクション監督
- 世界の果てまでイッテQ!  (2014年)  アクションコーディネート
- 北風アウトサイダー  (2022年)  アクションコーディネート